# ألاستير مايلز
ألاستير مايلز (بالإنجليزية: Alastair Miles)‏ هو مؤدي ومغني أوبرا بريطاني، ولد في 11 يوليو 1961 في هارو ‏ في المملكة المتحدة.

## وصلات خارجية
- الموقع الرسمي
- ألاستير مايلز على موقع ميوزك برينز (الإنجليزية)
- ألاستير مايلز على موقع أول ميوزيك (الإنجليزية)
- ألاستير مايلز على موقع ديسكوغز (الإنجليزية)